# Sandra Shine

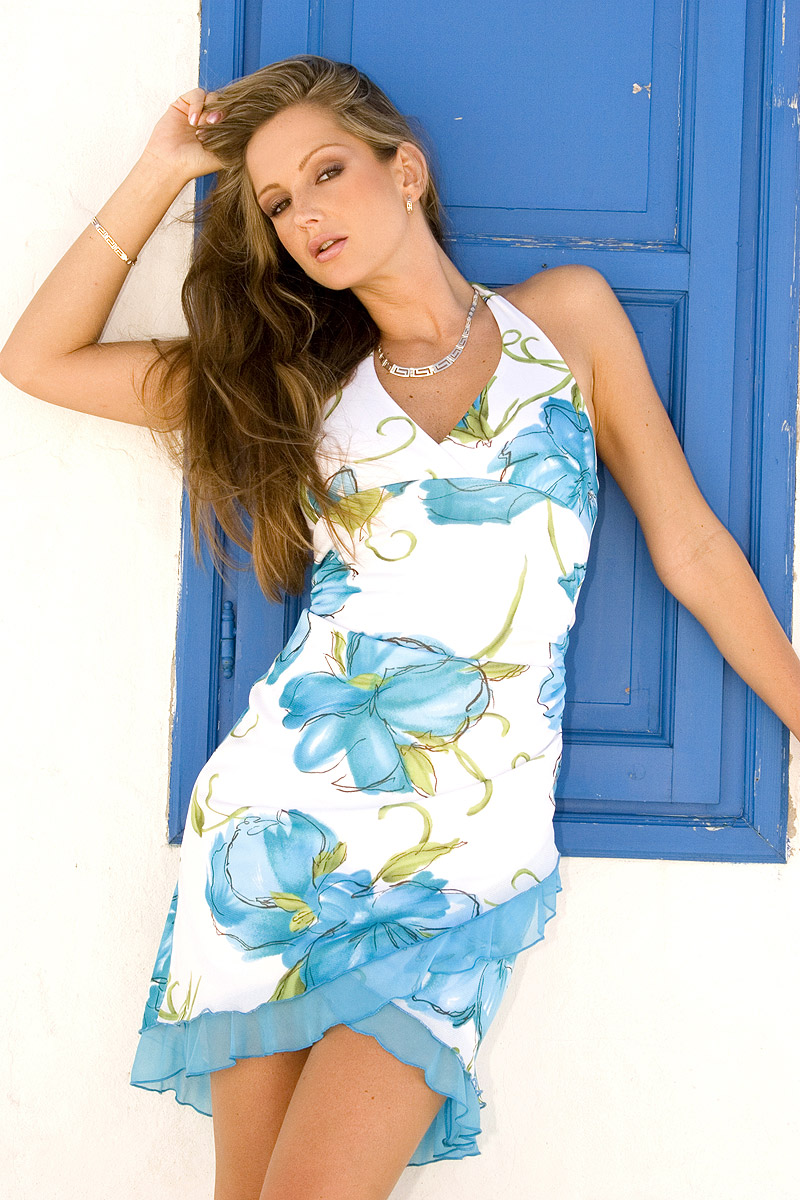
Sandra Shine

Sandra Shine, bürgerlich Judit Diós (* 9. September 1981 in Budapest), ist ein ungarisches Fotomodell sowie Pornodarstellerin und Filmregisseurin.

## Leben
Sandra Shine wuchs in Budapest bei ihrer Mutter – ihre Eltern ließen sich scheiden, als sie drei Jahre alt war – und mit einem älteren Bruder auf, mit dessen Matchbox-Autos sie lieber spielte als mit Barbie-Puppen. In der Schule erzielte sie nach eigenen Angaben gute Leistungen, hatte eine Menge Freunde und war populär. Sportlich betätigte sie sich in ihrer Schulzeit im Schwimmverein. Ihre ersten heterosexuellen Erfahrungen sammelte sie mit 15 Jahren, erste lesbische Erfahrungen folgten an ihrem 18. Geburtstag im Rahmen einer Triole.
Ihre Mutter war mit ihrer Berufswahl nicht glücklich; Shine zeigte ihr einige ihrer schönsten als auch ihrer obszönsten Bilder, damit sie genau informiert sei (englisch „I showed her some of my prettiest and naughtiest pics as well so she knows exactly what I am doing.“).
Hinsichtlich ihrer privaten Vorlieben ist sie auf sexueller Seite offen für beide Geschlechter. Sie mag Aerobic und Snowboarding.

## Karriere

### Pornografie
Die Internet Adult Film Database listet rund 150 Filme, an denen Shine als Darstellerin u. a. für die Produktionsfirmen ClubJenna, Digital Playground, Evil Angel, Hustler Video, Private und Wicked Pictures beteiligt war. Sie drehte dabei u. a. mit den Regisseuren Jules Jordan, Pierre Woodman, Rocco Siffredi und Viv Thomas sowie den Branchenkolleginnen Angel Dark, Anita Dark, Anetta Keys, Dora Venter, Eve Angel, Jana Cova, Jewel De’Nyle, Michelle Wild, Monica Sweetheart, Mya Diamond, Nautica Thorn, Rita Faltoyano, Sophie Moone und Zsanett Égerházi.
Shine drehte normalerweise alleine oder mit anderen Darstellerinnen. Ausnahmen sind Interview with a Sex Maniac, ein ursprünglich für das Fernsehen gedrehter Beitrag, der sie beim Geschlechtsverkehr mit ihrem damaligen Freund und späteren Verlobten zeigt, und der zweite Teil von Sandra Goes Wild, in welchem derselbe Darsteller zu sehen ist. Hier kommt es allerdings lediglich zu manueller Unterstützung mit einem Dildo.
Erste Erfahrung hinter der Kamera sammelte sie 2005 bei Our Movie by Sophie & Stella (Kamera) sowie Lip's Toes and Hose (Produktion), ab 2013 folgten dann einzelne weitere Produktionen und ab 2017 war sie regelmäßig als Filmregisseurin tätig, u. a. bei Sporty Girls.

### Film
In der ungarischen Mainstream-Produktion A Hídember (englisch The Bridge Man, deutsch Im Schatten der Brücke) – beim WorldFest Houston im Jahr 2003 mit einem Gold Award als bester historischer und biografischer Film ausgezeichnet – hatte sie 2002 unter ihrem bürgerlichen Namen eine Nebenrolle, die auch in den Credits genannt wird. Drei Jahre spielte sie, erneut unter ihrem bürgerlichen Namen, in dem US-Film 8mm 2 – Hölle aus Samt, der in Budapest gedreht wurde, die Rolle der Cilla. Einige Branchenkollegen wie Zsanett Égerházi, Sophie Moone und Eve Angel waren ohne Nennung in Komparsenrollen beteiligt. Im Jahr 2011 folgte auch für Shine eine Rolle ohne Nennung, konkret: in der achten Folge der Strike-Back-Staffel Project Dawn.

### Fotografie
Im Alter von 15 Jahren stand Shine erstmals als Model vor einer Kamera. Nachdem sie volljährig war, folgten erste Aufnahmen aus dem Bereich Softcore-Pornografie, denen später auch Hardcore folgte. Im Februar 2001 war sie unter dem Namen Judith Devine und im August 2003 unter ihrem Pseudonym Sandra Shine zweimal Penthouse Pet. Auf der IMDb sind knapp ein Dutzend Bilderstrecken und Magazin-Cover für sie verzeichnet, darunter Barely Legal (US), Club International, Mayfair und Mens World: Close Up (alle UK). Andere Quellen sind umfangreicher und haben u. a. auch Cheri, Derriere, Hustler und Velvet zusammengetragen. Die IAFD listet zudem diverse Online-Anbieter auf, darunter DDF Productions, Hungarian Honeys, suze.net und Twistys.
Noch sparsamer als bei ihren Filmen zeigte sich Shine bei Fotoaufnahmen bezüglicher heterosexueller Motive. Nur aus ihrer Anfangszeit ist eine Session bekannt, bei der sie Fellatio praktizierte.

### Unternehmerin
Über ihre eigene Darsteller-Website hinaus hat sie zwischenzeitlich auch CruisingGirls.com ins Leben gerufen.
Hier war sie – wie auch für ihre damalige Seite SandraShineLive.com – vollumfänglich verantwortlich. Zudem eröffnete sie 2008 eine eigene Model-Agentur.

## Awards
- AVN Award 2007: Nominierung „Best Sex Scene in a Foreign-Shot Production“[14]
- vivthomas.com: „Babe of the Year 2011“[15]
- XBIZ Award 2011: Nominierung „Foreign Female Performer of the Year“[16]
- XBIZ Award 2012: Nominierung „Foreign Female Performer of the Year“[17]

## Trivia
Ihr Pseudonym setzt sich aus zwei Komponenten zusammen: „Sandra“ spielt dabei auf eine Schulfreundin an, „Shine“ (deutsch scheinen) soll ein Hinweis auf ihre „sonnige“ Wirkung auf Menschen sein. Darüber hinaus trägt sie auf ihrer linken Schulter eine Tätowierung mit einem Mond, einer Sonne und einem Stern, die aus ihrer Sicht ebenfalls für das „scheinen“ stehen.

## Filmografie (Auswahl)
vor der Kamera
- 2001: Rocco: Animal Trainer 7
- 2002: Im Schatten der Brücke (Originaltitel: A Hídember, als Judit Diós)
- 2004: Private Platinum: The Best Scenes of 2003
- 2004: Bubblegirls: Sandra Shine
- 2004: Bubblegirls: Sandra Shine Plays Alone
- 2004: Bubblegirls: Sandra Shine & Ginger
- 2004: Bubblegirls: Sandra Shine & May
- 2004: Bubblegirls: Sandra Shine & Sandy
- 2004: No Man’s Land 39
- 2004: Russian Institute – Lesson 1 und Lesson 3
- 2005: Age of Amazons, Episode I: The Sids
- 2005: The Art of Kissing
- 2005: Jack’s Tee _America 5
- 2005: Reality Porn Series 2 (Dokumentation)
- 2005: In the Crack 068: Sandra Shine'
- 2005: 8MM 2 (als Judit Diós)
- 2004: Da Vagina Code
- 2005: Our Movie by Sophie & Stella
- 2006: Only Blue Can Make Me Happy (Dokumentation)
- 2006: ALS DVD #87: Sandra Shine Shoot 2
- 2009: Sex with Sandra Shine
- 2011: Simply Shine
- 2011: Strike Back – Project Dawn, Folge 8 (uncredited)
- 2012: Simply the Best: Viv's Legends Reunite

hinter der Kamera
- 2005: Our Movie by Sophie & Stella (Kamera)
- 2005: Lip's Toes and Hose (Regie)
- 2006: Naughtiness (Regie, Produktion)
- 2013: Lesbian Playmates 2 (Regie)
- 2014: Classic Shags (Kamera)
- 2014: Sex, Passion and Lust (Kamera)
- 2017: Androgynous (Regie)
- 2017: Black Love (Regie)
- 2017: Precious Moments (Regie)
- 2017: Sporty Girls (Regie, Produktion)